# Jiří Červený

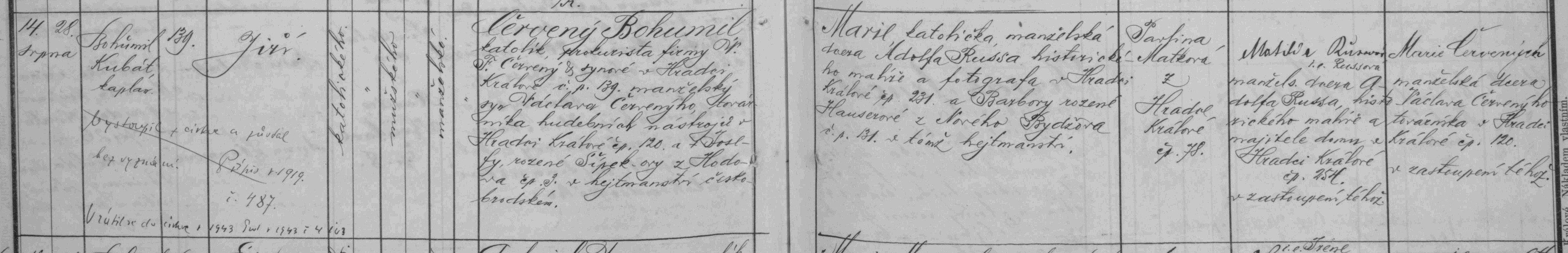
matriční zápis o narození a křtu Jiřího Červeného (matrika N 1877-1897 Hradec Králové (SOA Zámrsk))

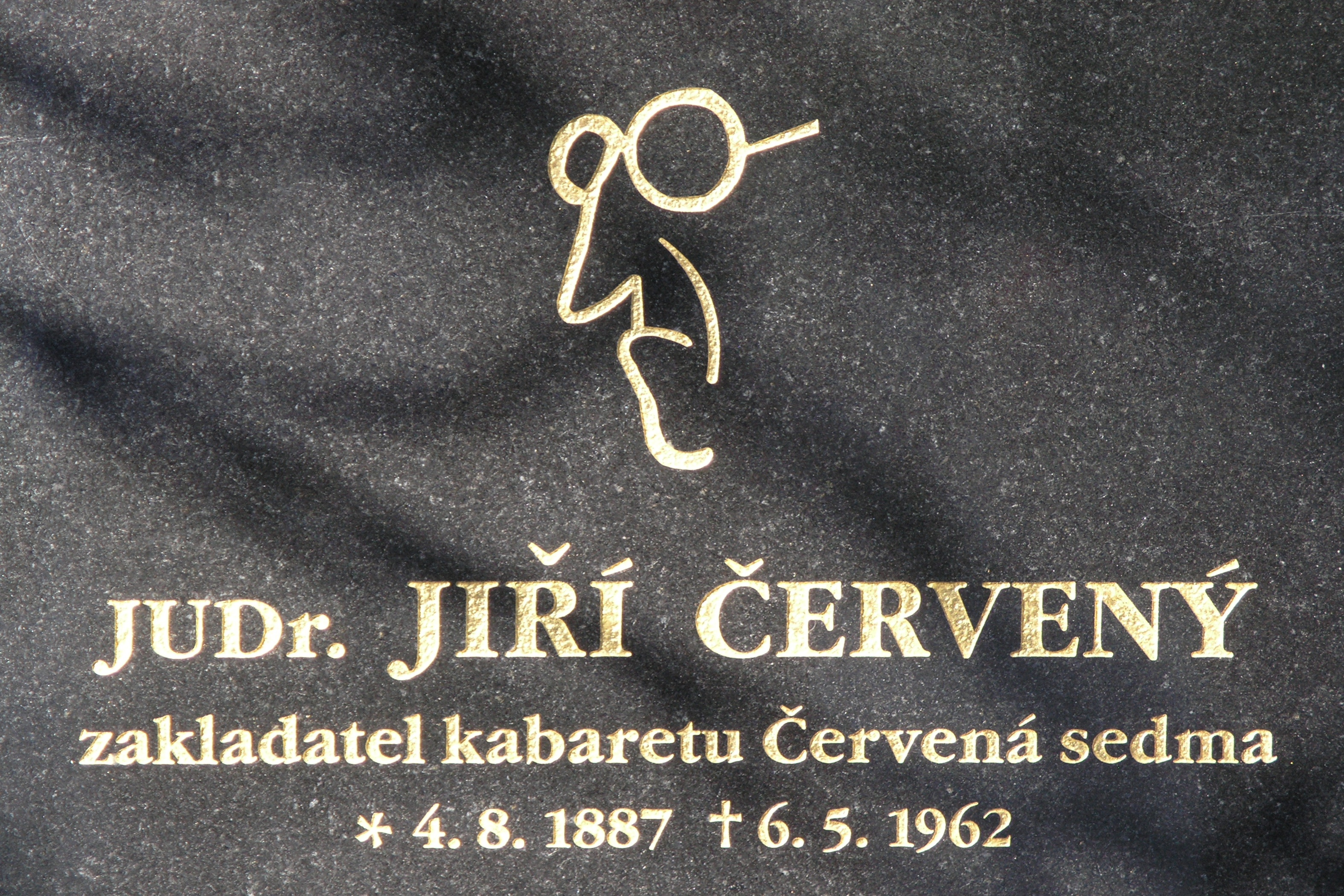
Náhrobní kámen na Vyšehradském hřbitově

JUDr. Jiří Červený (14. srpna 1887 Hradec Králové – 6. května 1962 Praha) byl český kabaretiér, humorista, spisovatel a hudební skladatel, otec pěvkyně a herečky Soni Červené.
Původním povoláním byl právník. V roce 1909 založil kabaret Červená sedma, v letech 1918–1922 byl jeho ředitelem. Po zániku Červené sedmy provozoval v letech 1923–1949 soukromou advokátní praxi.

## Život
Narodil se do rodiny Bohumila Červeného, prokuristy hradecké firmy V. F. Červený & synové, a jeho manželky Marie, rozené Russové, dcery malíře a fotografa Adolfa Russe. Hudebně se vzdělával soukromě. Již za středoškolských studií se stal spoluorganizátorem literárně vzdělávacího a zábavního kroužku hradeckých studentů pod názvem Mansarda. Na sklonku svých vysokoškolských studií práv pak založil se šesti přáteli v roce 1910 v Praze kabaretní skupinu Červená sedma. První vystoupení měli 6. června 1910. Vedle povolání advokátního koncipienta vedl či programově ovlivňoval tuto amatérskou skupinu s různými přestávkami (první světová válka) do roku 1918, kdy se Červená sedma osamostatnila a zprofesionalizovala. Poté se stal jejím ředitelem a vedl ji až do jejího zániku v roce 1922. Vedle zakladatele a uměleckého vedoucího byl také společně s dalšími členy hlavním autorem písní tohoto sdružení. Jeho skladby nalezneme i pod pseudonymem Karel Gersten a (společně s Františkem Hvížďálkem) Geo Frank, u pozdějších textových překladů též Kačer. Do roku 1922 se skladatelsky, textařsky a překladatelsky podílel – ať sám nebo ve spolupráci s ostatními členy Červené sedmy – na více než 400 písničkových a kupletních titulech. Tři desítky jich nahráli na gramofonové desky (Ultraphon, Esta), zpravidla pod vedením dirigenta R. A. Dvorského.
Byl jedním z prvních průkopníků náročnějšího přednesového šansonu. Jako příslušník studentské generace před první světovou válkou také dokázal včas zaregistrovat, organizačně podchytit a do českého prostředí přenést nový typ kabaretní zábavy, která byla odleskem západoevropských kulturních center. Díky mnohostrannému nadání svých členů pak mohla Červená sedma využívat všechny možnosti, které kabaret formálně i obsahově nabízel.
Po zániku kabaretu působil Jiří Červený krátce coby žurnalista, poté si otevřel vlastní advokátní praxi. V roce 1930 se stal zakladatelem a předsedou Kruhu autorů písniček a operet KAPO, v němž do roku 1939 úspěšně hájil zájmy domácích skladatelů, textařů a nakladatelů populární hudby, zvláště proti tehdejšímu přívalu zahraniční produkce. Za německé okupace byl vězněn nacisty, po druhé světové válce byl činný v autorské organizaci OSA a pořádal četná vzpomínková vystoupení.

### Rodinný život
Jiří Červený byl otec české herečky a operní pěvkyně Soni Červené, její sestry Jiřiny Drobné roz. Červené. Byl vnuk známého výrobce, vynálezce žesťových hudebních nástrojů Václava Františka Červeného a malíře a fotografa Adolfa Russe. Jeho druhou manželkou se stala herečka Erna Červená roz. Luhanová.

## Tvorba
- veselohry a scénky:
  - Tenkrát (1919)
  - Kapky jedu (1919)
- písně:
  - Hradecké písničky (1912)
- povídky:
  - Slané mandle (1939)

Je také autorem vzpomínkových knih Červená sedma (1959) a Paměti mansardy (1962).